# اونو، گونما
اونو، گونما (به لاتین: Ueno, Gunma) یک منطقهٔ مسکونی در ژاپن است که در استان گونما واقع شده‌است. اونو ۱۸۱٫۸۵ کیلومترمربع مساحت و ۱٬۲۶۵ نفر جمعیت دارد.